# Монах Дамаскин Хиландарац
Дамаскин Хиландарац (прва пол. XVII века), српски писац позног средњег века. Светогорски монах у доба патријарха Пајсија. 
На Хиландару је 1633. године преписао и редиговао Шестоднев Јована Златоустог са руског предлошка. На Спасовој води изнад Хиландара је до 1660-их година преписивао и исправљао руске књиге, које су грчки калуђери сматрали јеретичким због своје „латинске“ барокне иконографије, па је изручен Турцима и бачен у тамницу, одакле се једва избавио. 
Један је од аутора новог типа записа и писама (из 1632), на граници епистоларног и аутобиографског жанра, какве је писао и Михаило Кратовац. На његов подстрек штампала је влашка кнегиња Јелена Бесараба за српске потребе један Пентикостар (1648. или 1649), где је по први пут употребљен пољски тринаестерац, који ће владати у српској лирици током целог XVIII века.
Монах Дамаскин је био веома поштован не само на Светој Гори већ и ван њених граница, путовао је у Москву, био игуман манастира Хилендара. 
Радио је на преписивању књига у карејском манастиру Светог Саве, а забележено је да је заједно са јеромонахом Данилом преписао рукопис „Беседе Јована Златоустог Матеју“ (Хиландар 413, 414).
Руске књиге, написане или штампане пре реформи патријарха Никона, често су сматране јеретичким јер се нису придржавале грчких канонских стандарда. Те књиге је тумачио, отворено ширећи учења која су у њима садржана. 
У светогорским записиима стоји да је Патријарх Максим посетио  Свету Гору Дамаскин, јануара 1658. године и да је тада купио књигу од Даскала Захарија, бившег ученика „пензионисаног клирика Дамаскина“. 
С обзиром на то да је био игуман 1634. године, можемо претпоставити да је рођен деценију пре 1600. године, јер је мало вероватно да би био игуман манастира пре своје 30-те или 40-те године.
Био је под великим утицајем старих руских богослужбених књига, које су још тада у Русији проглашене јеретичким. Једно од главних „погрешних“ учења тицало се начина крштења: са два уместо са три прста, како прописују грчки канони.
Због тога су грчки монаси окупљени на Светогорском сабору 1650. године одлучили да такве књиге спале. Дамаскину је тада наређено да сам баци своје руске књиге у ватру. После погрдних псовки и претњи, Дамаскин је био принуђен да попусти и одрекне се и књиге и својих ставова о „знаку часног крста”.
Скупштина га је предала присутном Турчину, који га је потом бацио у тамницу. У то време монаси су најчешће затварани у пиргу манастира Лавре у Кареји. Одатле се искупио својим плаáјуí суму од 60 гроша. Дамаскин се потом повукао у тишину хиландарске испоснице на Спасовој води.